# Silentbarker
Silentbarker est une famille de satellites de l'US Space Force et du National Reconnaissance Office (NRO) servant à la surveillance spatiale et à la détection des menaces satellitaires.

## Historique
La veille spatiale est effectuée par des moyens au sol (radars, observation optique...) mais les États-Unis envisagent d'y ajouter des appareils basés depuis l'espace. Le projet Space Based Space Surveillance est lancé et débouche sur le lancement d'un seul satellite en 2010 en orbite héliosynchrone. Aucun autre satellite n'est lancé par la suite et aucun successeur n'est financé. Pour assurer une continuité de la mission après la fin de la durée de vie nominale du satellite SBSS-1 (7 ans), le petit satellite ORS-5 est développé et lancé en 2017. Finalement, l'Air Force Space Command s'associe avec le National Reconnaissance Office pour développer un programme successeur devant opérer en orbite géostationnaire, nommé Silentbarker. Les satellites Silentbarker sont complémentaires des satellites Geosynchronous Space Situational Awareness Program (GSSAP),
Les premiers satellites de ce programme sont lancés le 10 septembre 2023 par une fusée Atlas V (configuration 551) depuis le SLC-41 de la Base de lancement de Cap Canaveral lors de la mission NROL-107.
Cette initiative souligne des enjeux internes, notamment une compétition entre différentes agences américaines, y compris l'US Space Force, dans un contexte de rivalité géopolitique. Cela reflète une dynamique complexe entre sécurité nationale et collaboration internationale.

## Caractéristiques techniques
Les caractéristiques techniques des satellites sont classifiées. Ils opèrent en orbite géostationnaire et leur masse est limitée par la capacité d'emport de leur lanceur, soit environ 8 900 kg en orbite géostationnaire au total. Ils doivent détecter et suivre les objets, permettant une identification rapide des menaces pour les satellites.

## Lancements
| Nom            | Date de lancement | Lanceur | NSSDC ID  | Statut | Remarques        |
| -------------- | ----------------- | ------- | --------- | ------ | ---------------- |
| Silentbarker 1 | 10 septembre 2023 | Atlas V | 2023-140A |        | Mission NROL-107 |
| Silentbarker 2 | 10 septembre 2023 | Atlas V | 2023-140B |        | Mission NROL-107 |
| Silentbarker 3 | 10 septembre 2023 | Atlas V | 2023-140C |        | Mission NROL-107 |